# Batházi Tamás
Batházi Tamás (Budapest, 1980. augusztus 21. –) magyar úszó, olimpikon, Batházi István úszó, olimpikon testvére.
Legjobb eredménye: többszörös magyar bajnok. Magyarországot képviselte a 2004. évi nyári olimpiai játékokon, Athénban. Klubja a Delfin-Lászlóvill SE.